# Рей Кавакубо
Рей Кавакубо (на японски: 川久保 玲 Rei Kawakubo) е японска модна дизайнерка.

## Биография
Родена е в Токио през 1942 година. Баща ѝ е професор по философия. Следва в Университета „Кейо“ в Токио. Изучава източна и западна естетика и литература. Завършва висшето си образование през 1964 година и постъпва на работа в отдела за реклама на японската текстилна фирма „Асахи Касей“.
От 1966 година работи като дизайнер на свободна практика, а през 1969 година създава собствена модна къща – „Ком де гарсон“, (Comme des Garçons). Фирмата е регистрирана официално в Токио през 1973 г. Първият си бутик открива през 1975 година, и представя премиерна дамска колекция. Започва да създава мъжка мода през 1978 година. Дебютира в Париж през 1981 година, а на следващата година и в САЩ. Филиала на своята марка открива в Ню Йорк през 1986. В края на 90-те години на ХХ век годишният ѝ оборот достига 125 милиона щатски долара.
Comme des Garçons е модна къща, известна със своята строга линия, често против модата, материализирана в деконструирани облекла.
Повечето от дизайнерските изделия на Рей Кавакубо са в черен цвят. Черното никога няма да остарее за дизайнерката и използването му в изделията се е превърнало в навик. Тя винаги открива „утрешното черно“.
Рей започва да създава дизайн на мебели за интериора на своите магазини. Занимава се с графичния дизайн и рекламата на своята марка. Издава собствено списание и участва в различни изложби. По-важните от тях:
- „Новите вълни в модата. Три японски дизайнери“ (Аризона, 1983);
- „Мода и фотография. Ком де гарсон“ Париж, 1986);
- „Три жени: Мадлен Вионе, Клеър Маккардел и Рей Кавакубо“ (Ню Йорк, 1987);
- „Същността на качеството“ (Токио, 1993) и др.

През 1996 година тя е гост-редактор на списание Visionaire. В интервю за Women`s Wear Daily дизайнерката казва, че макар да я смятат за модна икона, тя не се има за специална и дори сама не може да даде определение за себе си.
Работата ѝ вдъхновява дизайнери като Helmut Lang, Ann Demeulemeester и Martin Margiela.
Дизайнерката е автор на много колекции като:
- Play Comme des Garçons;
- Comme Des Garçons for H&M;
- Tricot Comme des Garçons;
- Comme des Garçons Homme Plus Evergreen и други.

Факторите, които определят дизайнерската насоченост на Рей Кавакубо – най-ярък представител на световното деконструктивистко направление в модата са образованието ѝ по изкуство и естетика, опитът ѝ в текстилния бранш и по-специално в химическите лаборатории по създаването на изкуствени влакна, а и опитът ѝ в рекламата. Несъмнено обаче първостепенна причина за формирането ѝ като оригинален творец е влиянието на японската традиция, в частност на кимоното, донякъде и на религията Дзен.
Рей Кавакубо, както и Исей Мияке и Йожи Ямамото, е сред онези източни новатори в дизайнерското изкуство, които не просто адаптират японското схващане за модата и облеклото към западната концепция, но успяват да наложат собствено оригинално мислене и до голяма степен да променят както западното, така и световното схващане за елегантност, модерност. Съумяват да адаптират западния към източния дизайн. Тя налага новите форми, различните платове, уникалната техника на свързването на отделните компоненти на дрехата в желанието си да открие нов смисъл и значение на самата мода. Тъкмо тази непрестанна, търсеща духовност обагря особено силно нейния стил – иновативен, провокативен, оригинален.